# Ghettoprinsesse
Ghettoprinsesse er en dansk børnefilm fra 2000 med instruktion og manuskript af Cathrine Marchen Asmussen.

## Handling
Tyrkiske Yagmur og danske Vivi bor i Avedøre Stationsby. De er begge 10 år, går i samme klasse og er slyngveninder. Men sådan bliver det nok ikke ved med at være. Det varer ikke længe, før Vivi begynder at bruge weekenderne med venner og fester, mens Yagmur må fortsætte sin gang i moskeen for at lære Koranen. De kan stadig gå i svømmehallen, lege diskotek og fnise af drengene sammen. Men om få år må Yagmur ikke længere vise sig i badedragt. Diskoteksbesøg er udelukket. Og kysseriet må hun gemme, til ham hun skal giftes med. Yagmur gruer for fremtiden, som måske vil splitte deres venskab.